# Bombus lantschouensis
Espèce
Synonymes
- Bombus beickianus Bischoff, 1936[1]
- Bombus lucorum beickianus Bischoff, 1936[1]
- Bombus lucorum lantschouensis Vogt, 1908[1]
- Bombus lucorum pseudosporadicus Bischoff, 1936[1]
- Bombus vasilievi Skorikov, 1913[1]

Bombus lantschouensis est une espèce de bourdons que l'on trouve en Chine et en Mongolie.

## Systématique
L'espèce Bombus lantschouensis a été décrite en 1908 par le neuroscientifique passionné d'entomologie Oskar Vogt (1870-1959), sous le protonyme de Bombus lucorum L. var. lan-tschóuensis,.

## Étymologie
Son épithète spécifique, composée de lantschou et du suffixe latin -ensis, « qui vit dans, qui habite », lui a été donnée en référence au lieu de sa découverte, la ville de Lanzhou, capitale de la province du Gansu en Chine. 

## Publication originale
- (de) Oskar Vogt, « B. Bombi (Hummeln) », Zoologische Sammlungen, Berlin, Inconnu,‎ 1908, p. 100-101 (OCLC 21250466, lire en ligne).